# Matti Herman Palomaa
Matti Herman Palomaa (till 1896 Pukki), född 16 oktober 1871 i Oulujoki, död 14 november 1947 i Åbo, var en finländsk kemist.
Palomaa avlade 1895 fil.mag.-examen i kemi vid Helsingfors universitet och fick anställning vid Meteorologiska institutet som observatör, men flyttade 1901 till kemiska institutionen, där han hade bättre förutsättningar för sin forskning. Efter doktorsexamen 1908 fick Palomaa ett bättre avlönat arbete vid Hydrografiska och biologiska kommissionen, senare Havsforskningsinstitutet. Liksom flera av sina samtida, inredde han ett forskningslaboratorium i sitt hem, där han genomförde sina experiment under nattens timmar. 1910 blev Palomaa adjunkt i kemi vid Helsingfors universitet, och sedan Åbo universitet grundats var han 1921–1941 dess första professor i fysikalisk kemi.
Palomaa undersökte sambandet mellan organiska föreningars struktur och deras fysikaliska egenskaper. Särskilt intresserade han sig för ester- och eterhydrolys; en av hans första publikationer berörde monoestrar av tvåvärda alkoholer.